# Стерлинг Альбион
«Сте́рлинг А́льбион» (англ. и скотс Stirling Albion F.C.) — шотландский футбольный клуб из города Стерлинг, выступающий во Второй лиги Шотландии. Основан в 1945 году, на месте прекратившего существование во время Второй мировой войны клуба «Кингс Парк». Домашние матчи проводит на стадионе «Фортбанк», вмещающем 3808 зрителей. Лучшие годы клуба пришлись на середину 20-го века, когда он в период с 1949 по 1968 годы провёл 11 сезонов в Первом дивизионе сильнейшем на тот момент дивизионе Шотландии. Из 11 сезонов проведённых в Первом дивизионе в шести из них «Стерлинг Альбион» вылетал в низшую лигу, за постоянное перемещение между лигами клуб получил прозвище «Йо-йо». Лучшим достижением клуба в чемпионатах Шотландии является 12-е место в сезоне 1958/59.

## Достижения
- Шотландский Чемпионшип:
  - Чемпион (4): 1952/53, 1957/58, 1960/61, 1964/65.
  - Вице-чемпион (2): 1948/49, 1950/51.

- Первая лига Шотландии по футболу:
  - Чемпион (5): 1946/47, 1976/77, 1990/91, 1995/96, 2009/10
  - Вице-чемпион (1): 2006/07
  - Победитель плей-офф (1): 2006/07

- Вторая лига Шотландии по футболу:
  - Чемпион (1): 2022/23
  - Вице-чемпион (1): 2003/04